# Sericesthis proxima
Sericesthis proxima är en skalbaggsart som beskrevs av Britton 1987. Sericesthis proxima ingår i släktet Sericesthis och familjen Melolonthidae. Inga underarter finns listade i Catalogue of Life.